# Dinitrato de isosorbida
El dinitrato de isosorbida es un medicamento que se usa para la insuficiencia cardíaca, los espasmos esofágicos y para tratar y prevenir el dolor en el pecho por flujo insuficiente de sangre al corazón. Se ha encontrado que es particularmente útil en la insuficiencia cardíaca debida a disfunción sistólica junto con hidralazina en personas de raza negra. Se administra por vía oral o colocándola debajo de la lengua.
Los efectos secundarios comunes incluyen dolor de cabeza, aturdimiento al ponerse de pie y visión borrosa. Los efectos secundarios graves incluyen presión arterial baja. No está claro si el uso durante el embarazo es seguro para el bebé. No debe usarse junto con medicamentos dentro de la familia del sildenafilo. El dinitrato de isosorbida pertenece a la familia de los medicamentos del nitrato y actúa dilatando los vasos sanguíneos.
El dinitrato de isosorbida se escribió por primera vez en 1939. Está en la Lista de medicamentos esenciales de la Organización Mundial de la Salud, los medicamentos más efectivos y seguros que se necesitan en un sistema de salud. El dinitrato de isosorbida está disponible como un medicamento genérico. El costo mayorista en el mundo en desarrollo es de aproximadamente US$6,36 al mes. En los Estados Unidos cuesta menos de US$25 mes. Existe una forma de duración prolongada.

## Usos médicos
Se usa para la angina, junto a otros medicamentos para la insuficiencia cardíaca congestiva, y para los espasmos esofágicos.
Los nitratos de acción prolongada pueden ser más útiles, ya que generalmente son más efectivos y estables a corto plazo. 

## Efectos secundarios
Después de un uso prolongado para el tratamiento de afecciones crónicas, puede desarrollarse tolerancia en los pacientes, lo que reduce su efectividad. Los mecanismos de tolerancia a los nitratos se han investigado a fondo en los últimos 30 años y se han propuesto varias hipótesis. Éstos incluyen: 
1. Reacciones alérgicas graves (erupción cutánea, urticaria, picazón, dificultad para respirar, opresión en el pecho, hinchazón de la boca, cara, labios o lengua); desmayo; latido del corazón rápido o lento; náusea; dolor de pecho nuevo o que empeora; vomitos.
2. Biotransformación inadecuada del dinitrato de isosorbida a su principio activo "NO" (óxido nítrico, o una especie relacionada con el "NO")
3. Activación neurohormonal, que provoca la activación simpática y la liberación de vasoconstrictores como la endotelina y la angiotensina II que contrarrestan la vasodilatación inducida por el dinitrato de isosorbida.
4. Expansión del volumen plasmático
5. La hipótesis del estrés oxidativo (propuesta por Munzel et al. en 1995)

La última hipótesis podría representar una hipótesis unificadora, y una producción inadecuada de radicales libres de oxígeno inducida por el dinitrato de isosorbide podría inducir una serie de anomalías que incluyen las descritas anteriormente. Además, se demuestra que la tolerancia al nitrato está asociada con anomalías vasculares que pueden empeorar el pronóstico de los pacientes: esto incluye disfunción endotelial y autonómica. A corto plazo, el dinitrato de isosorbide puede causar fuertes dolores de cabeza, que requieren la administración de analgésicos (muy raramente se llega a la morfina) para aliviar el dolor, así como hipotensión severa y, en ciertos casos, bradicardia.  Esto hace que algunos médicos se pongan nerviosos y deberían ser precavidos al comenzar la administración de nitrato.

## Mecanismo de acción
Al igual que otros nitritos y nitratos orgánicos, el dinitrato de isosorbida se convierte en óxido nítrico (NO), un compuesto intermedio activo que activa a la enzima guanilato ciclasa (receptor A del péptido natriurético auricular). Esto estimula la síntesis de guanosina cíclica 3', 5'-monofosfato (cGMP) que luego activa una serie de fosforilaciones dependientes de la proteína quinasa en las células musculares lisas, lo que finalmente resulta en la desfosforilación de la cadena ligera de miosina de la fibra muscular lisa. El posterior secuestro de iones de calcio da como resultado la relajación de las células del músculo liso y la vasodilatación.

## Sociedad y cultura
El dinitrato de isosorbida se vende en los EE. UU. bajo las marcas Dilatrate-SR de Schwarz e Isordil de Valeant, según el libro naranjo de la FDA. En el Reino Unido, Argentina y Hong Kong, su nombre comercial es Isoket. También es un componente de BiDil.